# Randle Guy Feilden
Sir Randle Guy Feilden, britanski general, * 1904, † 1981.